# Penthe javana
Penthe javana es una especie de coleóptero de la familia Tetratomidae.

## Distribución geográfica
Habita en Java (Indonesia).